# Dennis Wels
Dennis Wels (Boxtel, 1975) is een Nederlandse singer-songwriter. Zijn muziek wordt omschreven als een mix tussen Americana, country, blues en folk.

## Biografie
Wels werd geboren en groeide op in Boxtel. In 1995 richtte hij, onder andere samen met gitarist Rudy Bressers de band King Talula op. Vanaf 1997 bracht hij met regelmaat platen onder zijn eigen naam uit. Toen in 2005 King Talula werd opgeheven, besloot Wels zijn solocarrière een impuls te geven. Het eerste resultaat hiervan, Nightflowers in bloom, werd positief ontvangen. Hierna ging hij, met gitarist Bressers, aan het werk om een professioneel soloalbum te schrijven.
In 2006 nam het duo een akoestische plaat op onder de titel Serenity. De plaat, die het duo in eigen beheer uitbracht, kreeg een goede recensie in muziekblad OOR. Hierna volgden diverse optredens, waaronder een tournee met de Popronde. Ook stonden ze in de regio-finale van de Grote Prijs van Nederland. Daarnaast stonden ze in het voorprogramma van Daniël Lohues, Gert Vlok Nel, Simone White, Woven Hand, Baby Dee, Danny Vera, Guy Forsyth, Justin Currie en Jeff Martin, zanger van The Tea Party. In deze periode voegde gitarist Merlijn van Minderhout zich bij Wels en Bressers.
In 2010 verscheen het album Morning is cruel, dat wederom in eigen beheer werd opgenomen, maar werd gedistribueerd door DMI Records. De plaat liet een groei horen en kreeg positieve recensies in OOR en op 3voor12.
Ondanks de positieve recensies van de laatste twee albums, bleef commercieel succes uit, waardoor de band uiteenviel. Wels ging solo en maakte twee albums: Railroad music junkie en Changing lanes, maar ook nu bleef commercieel succes uit.
In 2014 voegde hij zich toe aan de Brabantse band Desdekunst, waarmee hij Rond de Dommel maakte.
Begin 2019 richtte Wels de band Nachteind op. Deze viermansformatie speelt veel werk uit zijn solorepertoire, maar dan vertaald naar het Nederlands. Eind 2019 brachten ze de ep Nachteind uit.

## Discografie
- In shades (1999)
- Transition (2004)
- Broken music (2005)
- Nightflowers in bloom (2007)
- Serenity (2007)
- Morning is cruel (2010)
- Southside of heaven (home recordings vol.1) (2011)
- Let the fire come (home recordings vol.2) (2011)
- Railroad music junkie (2012)
- Changing lanes (2014)
- Rond de Dommel (2014)
- Verlaat me niet (2017)
- Collected (2018)
- Nachteind (2019)
- Gekust door de eeuwigheid (2020)